# 信心銘
《信心銘》，禪宗著作，以頌偈體說明開悟的方法與境界。出自《景德傳燈錄》卷30，傳統認為它的作者是禪宗三祖僧璨。《景德傳燈錄》中，有另一篇著作《心銘》，與信心銘內容相近，為牛頭宗初祖法融所做。近代學者相信它是《信心銘》的姐妹篇，可能同是法融所作。

## 作者考證
最早認為《信心銘》為僧璨所做，為《百丈廣錄》，《景德傳燈錄》接受《百丈廣錄》的說法，以僧璨為《信心銘》作者。但更早的文獻如《歷代法寶記》、《寶林傳》、《續高僧傳》都沒有提到僧璨作信心銘，《楞伽師資記》引用《續高僧傳》，認為僧璨沒有文字著作傳世。
在《景德傳燈錄》卷30中，提出有《三祖僧璨大師信心銘》與《牛頭山初祖法融禪師心銘》兩篇。兩篇的主題相近，內容相近，文句相近，因此近代學者懷疑此兩篇著作的來源相同。
永明延壽作《宗鏡錄》中，以法融為信心銘的作者。但在《宗鏡錄》引用的信心銘中，有部份文句是屬於《心銘》。印順法師認為，心銘與信心銘都是由法融所作，可能心銘是初傳本，而信心銘為後人的精治本。
日本學者西谷啟治與柳田聖山認為是8世紀時的禪宗僧人，偽託僧璨之名所做。

## 歷史
百丈懷海禪師是禪宗裏最早以《信心銘》來教授學徒的祖師，趙州禪師經常引「至道無難，唯嫌撿擇」來接引學人。此後此書在歷代一直受到重視。